# Do Visível ao Invisível
Do visível ao invisível  è un cortometraggio del 2005 diretto da Manoel de Oliveira e incentrato sul dialogo tra due personaggi interpretati da Leon Cakoff e Ricardo Trêpa. 

## Trama
Il film si apre in campo lungo estremo con ripresa dall’alto, gente che va, viene e si incrocia percorrendo le strisce pedonali di un viale della metropoli di San Paolo prima che il traffico, fermo, ricominci il suo movimento. La ripresa in campo lungo ora è all’altezza dei personaggi, tra i quali, subito, in piano americano, i due protagonisti, due vecchi amici, incontrandosi in uno spazio e in un tempo impensato, si abbracciano. Subito, dopo le prime parole di rito, il dialogo è interrotto dallo squillo del cellulare del personaggio alla sinistra dello spettatore, L.C. che, chiedendo scusa risponde lasciando R.T., già notevolmente più alto alto rispetto a  L.C., a guardare in su in evidente imbarazzo. Una scena standard che si ripete subito, capovolta, quando è il cellulare di R.T. a squillare. In questo caso lo sguardo verso l’alto andrà naturalmente da L.C. a R.T. in quanto è lui ora che si fa attendere. Si inserisce quindi di nuovo il dialogo dal vivo. Il tempo per intuire la situazione dei due personaggi, R.T. dice che è incredibile trovarsi casualmente in una metropoli come San Paolo e, il tempo di chiedere come vadano le cose in Portogallo, che sente il cellulare di L.C. squillare per cui lo invita a rispondere. L.C. taglia corto e quindi R.T chiede se l’amico abbia nostalgia del Portogallo, prima che gli squilli nuovamente il cellulare. Come per ovviare ai tempi morti, anche se la risposta di R.T. è velocissima, L.C. trova il tempo di dare un’occhiata al proprio cellulare nel frattempo, al fine di pianificare lo scambio dei numeri. Dopo aver verificato che sono giusti i due pensano di proseguire la conversazione, pur in presenza, parlandosi al telefono per non essere più interrotti. Parlano di nuovi valori, di morale, di scienza medica: «Aumenta la longevità e aumenta la mortalità», a causa delle guerre.  E poi accennano all’AIDS, all’odio, ancora alle guerre. Quando ciò che conta è l’amore. Ma è l’amore del sesso e dei tradimenti. Il mondo si perde. Cosa possiamo fare per salvarlo? Su questo interrogativo il piano americano diventa campo lungo con vista dall’alto e le parole dei due non sono più udibili dagli spettatori. L.C. e R.T. tornano ad essere  confusi nella folla e nel traffico. Torna l’inquadratura iniziale e non si riesce più a distinguere i due amici come inghiottiti dalla metropoli.

## Produzione
Manoel de Oliveira realizza Do visível ao invisível all’età di 97 anni. Il titolo di questo cortometraggio, è stato scritto, potrebbe servire da ispirazione per affrontare l'opera del regista.
Presentato alla 64ª Mostra internazionale d'arte cinematografica di Venezia nel 2007 questo film breve, è stato scritto, «non è altro che uno sketch con l’ispirazione dell’apologo. Il primo a denunciare la rapidità della realizzazione del corto è proprio il regista (“In questo piccolo film, improvvisato un po’ in fretta”) che mette in scena l’assurdo antiumanesimo nel quale sembra precipitare la moderna società globale, in cui i benefici del progresso finiscono per sembrare gli ultimi effetti collaterali d’una corsa senza logica».